# 橙颊梅花雀
橙颊梅花雀（学名：Estrilda melpoda），是梅花雀科梅花雀属的一种，分布于加蓬、赞比亚、几内亚比绍、贝宁、塞内加尔、乍得、马里、科特迪瓦、安哥拉、波多黎各（引进种）、赤道几内亚、毛里塔尼亚、百慕大（引进种）、卢旺达、瓜德罗普（引进种）、马提尼克（引进种）、尼日尔、塞拉利昂、加纳、中非共和国、尼日利亚、利比里亚、布隆迪、刚果民主共和国、刚果、美国（引进种）、几内亚、喀麦隆、冈比亚、北马里亚纳群岛（引进种）、布基纳法索和多哥。全球活动范围约为3,570,000平方千米。该物种的保护状况被评为无危。
橙颊梅花雀的平均体重约为7.6克。栖息地包括亚热带或热带的（低地）湿润疏灌丛、乡村花园、亚热带或热带的湿润低地林、湿地、亚热带或热带的（低地）干草原和干燥的稀树草原。